# Дролтовиці
Дролтовиці (пол. Drołtowice) — село в Польщі, у гміні Сицув Олесницького повіту Нижньосілезького воєводства.
Населення — 470 осіб (2011).
У 1975-1998 роках село належало до Каліського воєводства.

## Демографія
Демографічна структура станом на 31 березня 2011 року:
|          | Загалом | Допрацездатний вік | Працездатний вік | Постпрацездатний вік |
| -------- | ------- | ------------------ | ---------------- | -------------------- |
| Чоловіки | 237     | 60                 | 169              | 8                    |
| Жінки    | 233     | 50                 | 137              | 46                   |
| Разом    | 470     | 110                | 306              | 54                   |